# Hippocampus sindonis
Синдов морски коњић (Hippocampus sindonis) је зракоперка из реда Syngnathiformes и породице морских коњића и морских шила (Syngnathidae).

## Име
Епитет врсте дат је у част Мичитара Синда, који је пореклом из града Јамагучија и који је помоћник куратора за ихтиологију Универзитета Станфорд.

## Опис
Врста достиже дужину од 8 cm. На црвеној листи IUCN 1996. наведена је као рањива, осам година касније 2003. као врста за коју нема довољно података, а према најновијим подацима наведена је као врста која није угрожена.

## Распрострањење
Врста је присутна у Јапану. Ендемит је тихоокеанског приобаља Јапана (од Префектуре Вакајама до Префектуре Чиба).

## Угроженост
Подаци о распрострањености ове врсте су недовољни.